# Trwałość mechaniczna łącznika elektrycznego
Trwałość mechaniczna łącznika elektrycznego (ang. mechanical endurance) - największa liczba cykli przestawieniowych, którą można wykonać łącznikiem nieobciążonym prądem bez przekroczenia określonego zużycia jego elementów.